# Йылдырым, Озкан
Озкан Йылдырым (нем. Özkan Yıldırım; 10 апреля 1993, Зулинген, Германия) — немецкий футболист турецкого происхождения, полузащитник, выступающий за Менемен.

## Клубная карьера
Первоначально Озкан играл в спортивной школе города Зулинген, но с 2003 года перебрался в спортивный интернат «Вердера». 29 января 2011 года он дебютировал за вторую команду бременцев в матче против «Аалена» в северной Регионаллиге. Начиная с сезона 2011/12, Йылдырым был включён в основной состав «Вердера» в Бундеслиге, однако впервые появился на поле лишь 14 месяцев спустя в домашней игре против «Боруссии» Дортмунд, на 54-й минуте заменив Себастьяна Прёдля (к тому моменту «Вердер» уступал в счёте 0:3). Несмотря на интерес со стороны «Ганновера 96» 22 мая 2013 года Озкан продлил контракт с бременцами до 2016 года. Сезон 2013/14 Йылдырым был вынужден завершить досрочно из-за травмы паха, но приступил к тренировкам уже в межсезонье во время игрового турне команды в Китай.